# لويس مارتن (سياسي)
لويس مارتن هو سياسي سويسري، ولد في 7 أبريل 1838، وتوفي في 15 أكتوبر 1913.